# 1842年海地角地震
1842年海地角地震，發生在1842年5月7日於當地時間在傍晚5點，地震規模為8.1，這場地震之後也出現了大範圍破壞性的巨大海嘯。嚴重的影響了海地北部海岸和多明尼加共和國邊境地區，大約有5,000人死於地震，也有300人死於引發的巨大海嘯。

## 構造環境
海地所处的伊斯帕尼奥拉岛是地震活跃地区，历史上曾多次经历过破坏性地震。其中一次地震发生在1751年，当时伊斯帕尼奥拉岛仍处在法国的殖民控制下。此外，在1770年时也发生过一次较大的地震。据来自法国历史学家莫罗德·圣·梅里（Moreau de Saint-Méry，1750年-1819年）的资料记载，1751年10月18日的地震发生以后，太子港“只有一座砖石建筑物没有坍塌”，但1770年6月3日发生的地震使“整个城市倒塌了”。

## 海嘯
地震引發的巨大海嘯也影響了海地北海岸和多明尼加共和國，在和平港的浪高高度為4.1公尺，在海地北海岸部分的地區為2公尺，在美屬維爾京群島的聖約翰島浪高高度為3.1公尺。

## 损失及对应

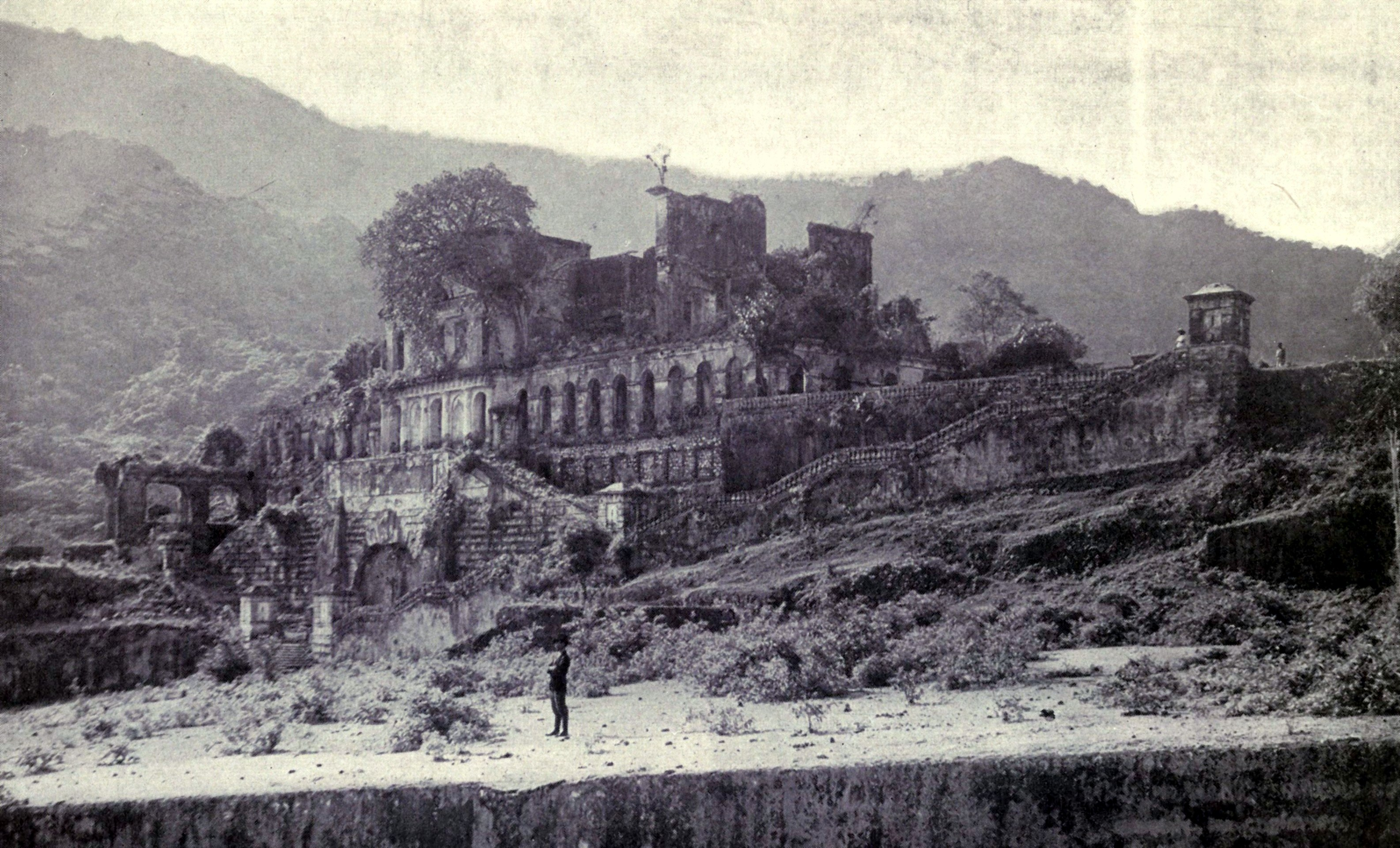
圣苏西宫的断壁残垣

遭受损失最大的地區是该国的北部地區，海地角、和平港、莫里-聖-尼古拉斯和利贝泰堡等城鎮也受到嚴重影響，亨利·克里斯托夫的圣苏西宫損壞嚴重，一直未能重建。而在和平港，海嘯的潮水退回海時捲走了200-300個居民。莫里-聖-尼古拉斯也幾乎被海水夷平。诗人奥斯瓦尔德·迪朗的父母更因此次地震遇难。
儘管地震造成了嚴重破壞，但让-皮埃尔·布瓦耶並沒前往災區視察，這導致了民众的不满，而国内的反對派夏尔·里维耶尔-埃拉尔也趁災後混亂推翻了他。